# La Salsa du démon
Pour les articles homonymes, voir Salsa (homonymie) et Démon.
Pour l'épisode de série télévisée, voir Saison 4 de Legends of Tomorrow#Épisode 12 : La Salsa du démon.
Singles de Le Grand Orchestre du Splendid
Macao Radio Pirate
Clip vidéo
[vidéo] « Le Grand Orchestre Du Splendid - La Salsa du Démon », sur YouTube
La Salsa du démon est une chanson française du Grand Orchestre du Splendid, single extrait de son premier album en public  intitulé Théâtre de la Porte-Saint-Martin, précisément tourné au théâtre de la Porte-Saint-Martin, sorti en 1980,. Cette chanson est l’un des plus importants succès de son répertoire.

## Histoire
À la suite de la fondation en 1974, de la célèbre troupe théâtrale Le Splendid, et de son café-théâtre Le Splendid de la rue des Lombards de Paris, les frères musiciens de la troupe Frédéric et Xavier Thibault (fils de l’acteur Jean-Marc Thibault) fondent avec succès Le Grand Orchestre du Splendid, en 1977.  
Les deux membres de la troupe Jacques Delaporte et Xavier Thibault composent et écrivent alors cette chanson parodique, pimentée et insolente, sur des airs de swing, de big band jazz, de ska et de section cuivres de salsa, sur le thème festif théâtral carnavalesque d'une « salsa du démon endiablée » avec trois meneurs de revue diaboliques, Belzébuth (satyre poilu et grossier), Vampirella (nymphomane sadique) et la sorcière, avec leur section cuivre de démons, dans une ambiance festive ,infernale, orgiaque, délirante de luxure démentielle... 
Sur scène, les interprètes sont déguisés avec les attributs de leurs personnages :
- trident, cornes, queue fourchue, ailes de chauve-souris, cape et grappe de raisin pour Belzébuth ;
- fouet et bas résille noirs pour Vampirella ;
- gros nez, balai, chapeau de sorcière, marmite et insectes en plastique pour la sorcière.

Enregistré sur scène par la troupe en 1980 au théâtre de la Porte-Saint-Martin de Paris, le 45 tours est vendu avec succès à près de 800 000 exemplaires en 1981, avec la chanson Tapin, métro, boulot, dodo sur la face B, écrite et composée par Xavier Thibault. Un clip a été réalisé, façon « train fantôme » (avec fumigènes et couleurs infernales). L'album se vend à près de 400 000 exemplaires.

## Reprises et utilisations
- 1997 : une version remixée en dance/techno est parue sur le label Griffe[6].
- 1998 : la chanson figure dans le spectacle musical La Fièvre des années 80 et dans la bande originale du film de Claude Miller La Classe de neige.
- 2007 : l'épisode 25 Mauvais trip de la série Soaperette, avec en guest-star Jean-Pierre Foucault, parodie La Salsa du démon.
- 2008 : la troupe Les Enfoirés la reprend sur le pot-pourri La Magie dans l'album Les Secrets des Enfoirés.
- 2009 : Sanseverino la reprend en concert et sur l'album Les Faux Talbins (Sony BMG).
- 2009 : le Grand Orchestre du Splendid participe à la tournée RFM Party 80 et rejoue de nouveau le titre sur scène.
- 2009 : à la suite de la saison 2 de X Factor, Christophe Willem (membre du jury) propose à la candidate Maryvette Lair de faire ensemble une reprise de La Salsa du démon.
- 2015 : le groupe Opium du peuple reprend la chanson sur son album La Revanche des clones[7].

## Au cinéma
- 1998 : La Classe de neige, de Claude Miller.
- 2006 : Camping, de Fabien Onteniente.